# Tschecho-Slowakische Republik
Tschecho-Slowakische Republik (tschechisch und slowakisch: Česko-Slovenská Republika, amtliches Kürzel Č-SR) bzw. Tschecho-Slowakei (formell nicht ganz korrekt auch Tschechoslowakei, inoffiziell auch Zweite Republik genannt) bezeichnet den um das Sudetenland, die Südslowakei und das Olsagebiet verkleinerten tschechoslowakischen Staat, der für 170 Tage vom 30. September 1938 bis zum 16. März 1939 existierte.
Die Zweite Republik war die Folge der Ereignisse nach dem Münchner Abkommen und der Sudetenkrise sowie dem Ersten Wiener Schiedsspruch, in denen die Tschechoslowakei gezwungen war, die deutsch besiedelten Gebiete, also das Sudetenland, am 1. Oktober 1938 an den NS-Staat abzutreten, sowie den südlichen, ungarisch besiedelten Teil der Slowakei an Ungarn. Zudem besetzte Polen das Olsagebiet und die Stadt Teschen.
Der vormalige Einheitsstaat Tschechoslowakei wurde föderalisiert. Der Föderalismus war jedoch asymmetrisch: Die Länder Slowakei und Karpatenrussland bekamen jeweils eigene autonome Organe mit weitreichenden Kompetenzen; für die tschechischen Länder (Böhmen und Mähren-Schlesien) blieb hingegen die tschechoslowakische Nationalversammlung und die Zentralregierung in Prag zuständig. Im slowakischen Landesteil und Karpatenrussland wurden Ein-Parteien-Regime errichtet. Im tschechischen Landesteil gab es nach dem Verbot der Kommunisten noch zwei Parteien, wobei die Strana národní jednoty (Partei der Nationalen Einheit) eine dominante Stellung hatte. Mit dem Ermächtigungsgesetz vom 15. Dezember 1938 wurde das parlamentarische System faktisch beseitigt.
Im Rahmen der Zerschlagung der Rest-Tschechei im März 1939 annektierte Deutschland de facto den tschechischen Landesteil als Protektorat Böhmen und Mähren. Ungarn annektierte die Karpatenukraine, und es entstand der Slowakische Staat.

## Geschichte

### Oktober bis November 1938

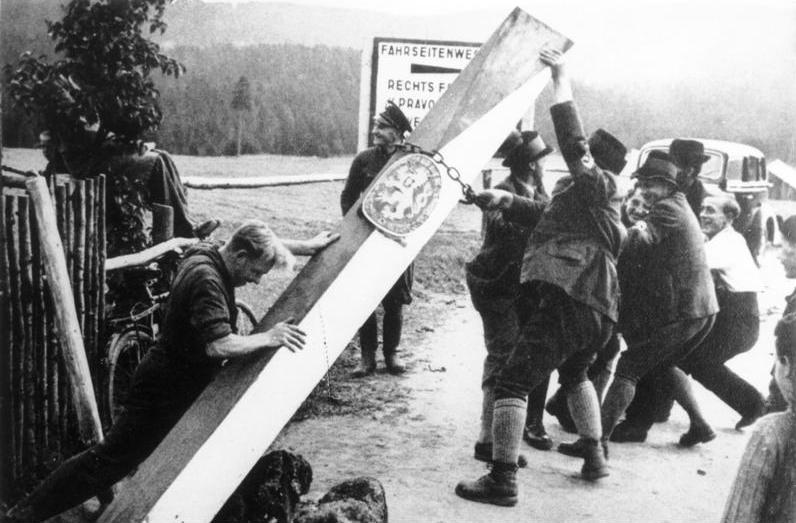
Sudetendeutsche beseitigen einen tschechoslowakischen Grenzpfahl

In der Nacht zum 1. Oktober 1938 entstand die so bezeichnete „Zweite Republik“. Die ersten deutschen Truppen der Wehrmacht marschierten ins Sudetenland ein und begannen gleichzeitig, die tschechische und jüdische Bevölkerung aus den Grenzregionen zu vertreiben. Ein Teil der Bevölkerung (Regierungsbeamte, Bauern, Soldaten) floh wegen des Verlustes des Arbeitsplatzes aus dem Sudetenland. Viele Flüchtlinge wurden auf der Flucht von sudetendeutschen Freikorps angehalten und mussten ihren Besitz abgeben. Gleichzeitig begann am 1. Oktober der heimliche Abtransport der sterblichen Überreste von Karel Hynek Mácha von Litoměřice nach Prag. Am 2. Oktober 1938 stellte der ungarische Botschafter die Frage, wann die Tschechoslowakei für Verhandlungen um die ungarisch besiedelten Gebiete bereit wäre. Einen Tag später wurde das Sudetenland offiziell an das Deutsche Reich angeschlossen, und Hitler reiste ins Sudetenland. Er und sein Führungsstab wurden von begeisterten sudetendeutschen Menschenmassen begrüßt. Am 5. Oktober dankte Präsident Edvard Beneš ab und überließ die Regierungsgeschäfte General Jan Syrový. Am selben Tag überquerten ungarische Grenzschutzeinheiten die südliche slowakische Grenze und provozierten so ein Ausrücken der tschechoslowakischen Streitkräfte.

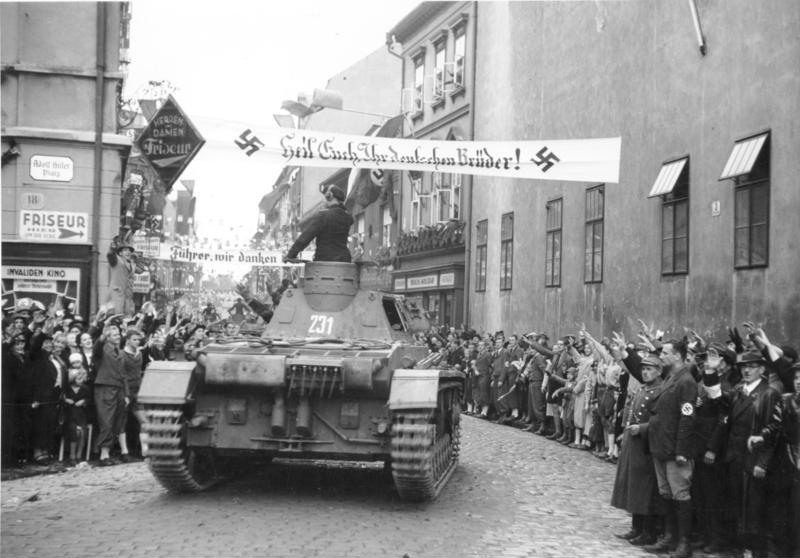
Einmarsch der Wehrmacht am 9. Oktober 1938 in Komotau

Am 6. Oktober 1938 unterzeichneten Hlinkas Slowakische Volkspartei sowie weitere slowakische Parteien und Politiker das Abkommen von Žilina (Silleiner Abkommen), in dem sie sofortige Autonomie und die Bildung einer slowakischen Landesregierung unter Jozef Tiso verlangten. Die Zentralregierung in Prag willigte am Folgetag ein. Im Namen der Republik wurde daraufhin ein Bindestrich zwischen Tschecho-Slowakei eingesetzt. Am 8. Oktober beauftragte Hitler Außenminister Ribbentrop, die neue Autonomie der Slowakei und Karpatenukraine stark zu fördern, um später den tschechoslowakischen Staat zerschlagen zu können. In Bratislava wurde eine neue Deutsche Partei gegründet, die ähnlich der Sudetendeutschen Partei mit der nationalsozialistischen Regierung im Deutschen Reich sympathisierte. Ihr Führer Franz Karmasin wurde zum „Staatssekretär für die Belange der deutschen Volksgruppe“ in der slowakischen Landesregierung ernannt. In den tschechischen Grenzgebieten hielt die Gewalt dabei weiter an und es kam zu bitteren Gefechten zwischen tschechischen Partisanen und der deutschen Wehrmacht, eine ursprünglich geplante britische Grenzmission wurde daraufhin aufgegeben. Am 10. Oktober besetzten die Deutschen Petržalka.

### November bis Dezember 1938

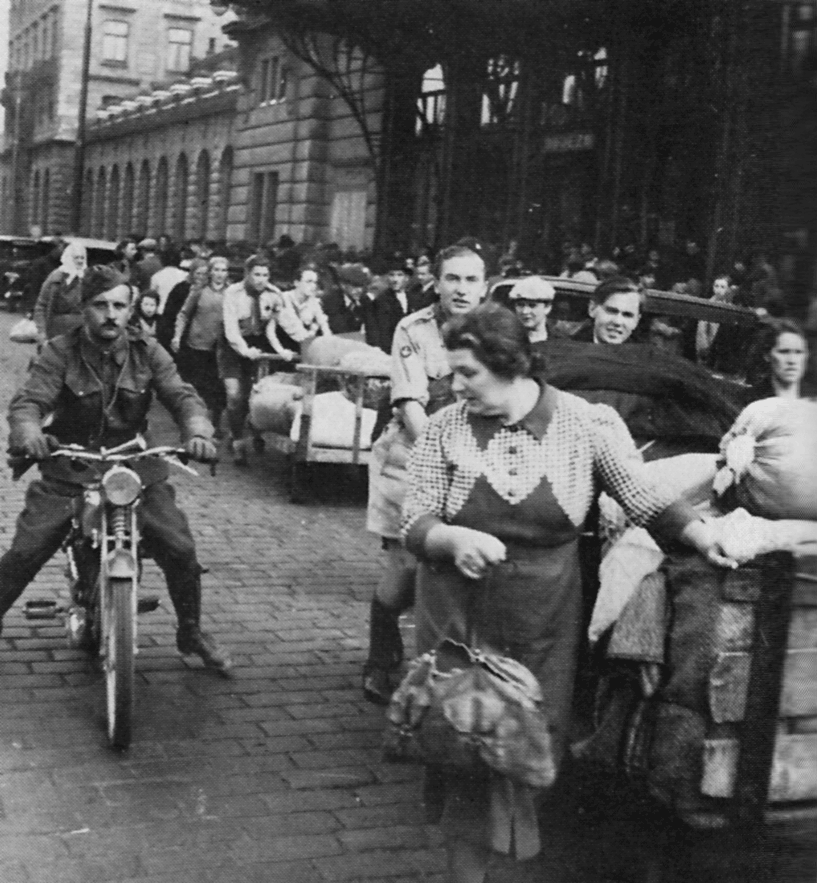
Tschechische Flüchtlinge aus dem Sudetenland in Prag

Am 1. November 1938 wurden 6000 Flüchtlinge vorübergehend in Eisenbahnwaggons einquartiert. Da viele Flüchtlinge nichts mehr hatten, mussten sie vom Staat versorgt werden. In der Slowakei und in der Karpatenukraine endeten am 2. November 1938 die Grenzverhandlungen im Ersten Wiener Schiedsspruch. Dabei besetzten ungarische Truppen den Süden der Slowakei und einen Teil der Karpatenukraine. Die Zweite Republik war ein Reststaat, der insgesamt 33 % seiner Landesfläche verloren hatte und dem nur 40 % seiner Industrie verblieben. Auch nach der Annexion des Territoriums war die Lage weiterhin angespannt. Der Staat musste die Versorgung von Zehntausenden von Flüchtlingen aus den besetzten Gebieten organisieren und erhielt zur Hilfe Geld aus dem Ausland.
Im slowakischen Landesteil errichtete die Slowakische Volkspartei eine Einparteiendiktatur. Die übrigen bürgerlichen Parteien schlossen sich ihr an, die Sozialdemokraten wurden verboten (die Kommunisten waren in der Slowakei bereits am 9. Oktober verboten worden). In ähnlicher Weise schlossen sich die bürgerlichen Parteien des tschechischen Landesteils am 18. November 1938 zu einer Nationalen Einheitspartei (Strana národní jednoty) zusammen, die unter der Führung der Agrarier stand. Ihr Programm war ein korporatistisches, das durch italienische Faschisten inspiriert wurde. Die Sozialdemokraten und der linken Flügel der Volkssozialisten bildeten die Nationale Partei der Arbeit (Národní strana práce) als „loyale Opposition“.
Mittlerweile wurden im abtrünnigen Sudetenland alle tschechischen politischen Parteien und Verbände abgeschafft, ihr Eigentum wurde beschlagnahmt, die tschechische Sprache wurde verboten und alle tschechischen Zeitungen wurden verboten. Tschechische Filme wurden liquidiert und Bücher verbrannt. Trotz der Garantie durch das Münchner Abkommen von 1938 war die Situation in den Grenzgebieten umstritten, die tschechische und deutsche Bevölkerung mied die neue gemeinsame Grenze. Die deutschen Nationalsozialisten entfesselten im Grenzgebiet die Jagd nach Juden, mit der Reichspogromnacht vom 9. auf den 10. November 1938 als Höhepunkt. Die ersten Deportationen von Tschechen und Juden ins KZ Dachau begannen.
Am 30. November 1938 wurde Emil Hácha zum Staatspräsidenten der Tschecho-Slowakei gewählt. Neuer Ministerpräsident des Gesamtstaats wurde am 1. Dezember 1938 Rudolf Beran, der stark rechtsorientiert war und dem Liberalismus und der Demokratie skeptisch gegenüberstand. Am 15. Dezember beschloss die Nationalversammlung ein Ermächtigungsgesetz, das es der Regierung erlaubte, ohne das Parlament zu regieren. Die parlamentarische Demokratie war damit faktisch beseitigt. Es wurde eine strenge Pressezensur eingeführt. Die Kommunistische Partei der Tschechoslowakei wurde am 27. Dezember aufgelöst und verboten. Gegen Ende 1938 gelang es den tschechoslowakischen Behörden, das Problem der Flüchtlinge und die Probleme der Produktion, Versorgung, Bildung und Finanzen weitgehend zu lösen.

### Januar bis März 1939

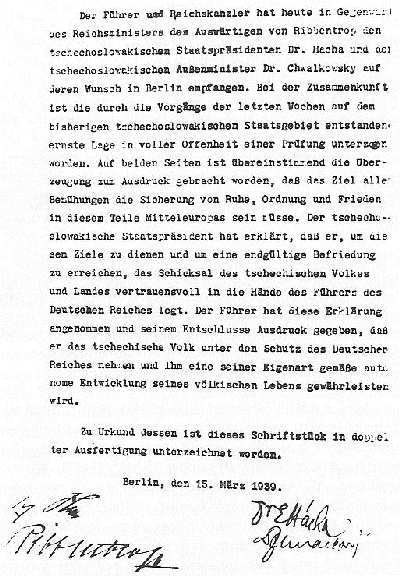
Protektoratsvertrag vom 15. März 1939

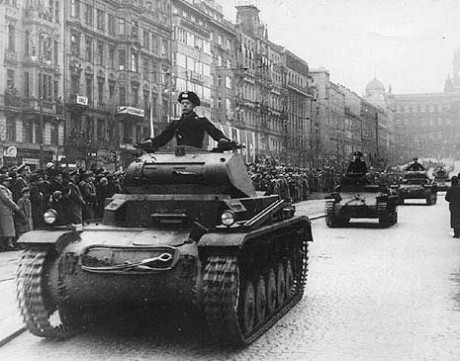
Panzer der Wehrmacht am 16. März 1939 in Prag

Der Januar 1939 war durch erhöhten Druck durch Deutschland und Ungarn gekennzeichnet. Am 12. Januar bekamen ausgewählte Einheiten der Wehrmacht den Auftrag, sich auf einen Überfall vorzubereiten. Die neue Grenze im Süden war auch durch eskalierende Ereignisse gekennzeichnet. Am 21. Januar 1939 besuchte Außenminister František Chvalkovský Berlin, um über die gegenseitigen Beziehungen zu diskutieren. Der offizielle Besuch endete in einem Diktat. Im Frühjahr 1939 begannen die slowakischen Verhandlungen mit Hitler. Am 12. Februar besucht der slowakische Politiker Vojtech Tuka Hitler. Obwohl die Slowakei sich abzuspalten drohte, hofften viele Politiker, der tschechoslowakische Staat könnte neutral weiter existieren. Doch das Deutsche Reich forderte vom schwachen Staat Gold und Geld. Obwohl die Deutschen sich dadurch eine enorme Staatsverschuldung aufbauten, wurde die Rückzahlung abgelehnt. Unter enormem Druck wurden schließlich die Vertreter der Tschechoslowakischen Nationalbank gezwungen, einen Vertrag mit der Deutschen Reichsbank zu unterzeichnen, indem die Tschechoslowakei dem Deutschen Reich 465,8 Mio. Kronen verschrieb, was später zum Staatsbankrott führte.
Anfang März 1939 erhielt die tschechoslowakische Regierung die ersten Informationen über die geplante Zerschlagung der Tschechoslowakei. Man rechnete nicht mit der Unterstützung Großbritanniens, Frankreichs oder Italiens. Die Slowakei unter der Hlinka-Partei distanzierte sich immer mehr vom tschechischen Staatsteil und begann eine anti-tschechische Kampagne. Dies empfand die tschechisch dominierte Regierung als Beleidigung und ließ die Slowakei besetzen. Am 9. März erklärte die slowakische Regierung den Ausnahmezustand. Führende Politiker wie Tiso und Tuka wurden abgesetzt und vorerst verhaftet. Am 11. März 1939 gab Propagandaminister Joseph Goebbels den Reichsdruckbefehl bekannt, was einen Höhepunkt in der anti-tschechoslowakischen Propaganda markierte. In Prag und Bratislava liefen hektische Verhandlungen; um die Krise zu lösen, wurde kurzerhand eine den Tschechen treue Regierung eingesetzt. Währenddessen flog Jozef Tiso nach Berlin. Dort wurde ihm ein Ultimatum gestellt: entweder die Slowakei würde unabhängig werden oder sie würde zwischen Polen und Ungarn aufgeteilt. Tiso weigerte sich, eine solche Entscheidung allein zu treffen, und kehrte wieder in die Č-SR zurück, wo die Mehrheit des autonomen Parlaments für eine Unabhängigkeitserklärung stimmte. Nachdem die Slowakei ihre Unabhängigkeit verkündete, folgte die Karpatenukraine einen Tag später.

## Gebietsverluste

Aufteilung der Tschechoslowakei:
1. Das Sudetenland wird ans Deutsche Reich angeschlossen (Oktober 1938).
2. Das Olsagebiet mit Tschechisch Teschen wird von Polen besetzt (ab 2. Oktober 1938).
3. Gebiete mit ungarischer Bevölkerungsmehrheit werden gemäß dem Ersten Wiener Schiedsspruch nach Ungarn rückgegliedert (2. November 1938).
4. die Karpatoukraine wird nach Ungarn rückgegliedert (16.–23. März 1939).
Ein Gebiet im Osten der Slowakei erhält Ungarn am 4. April 1939 zurück.
5. Im März 1939 wird die Rest-Tschechei deutsch besetzt und als Protektorat Böhmen und Mähren der Gebietshoheit des Deutschen Reiches unterstellt.
6. Die Slowakei wird (tags zuvor) ein eigener Staat.

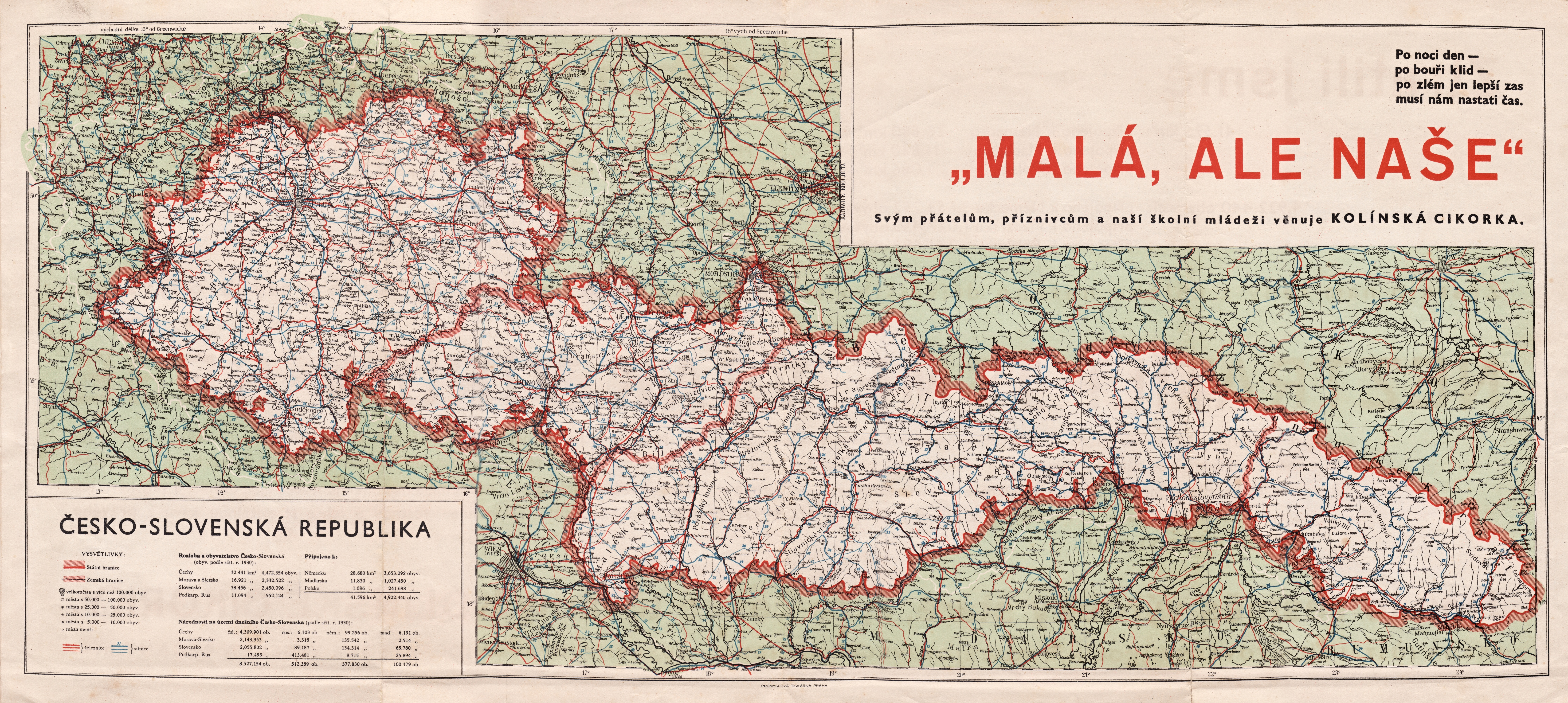
„Kleine, aber unsere“ (zeitgenössische Darstellung der Tschechoslowakei)

Die Zweite Tschechoslowakische Republik hatte im Münchner Abkommen über 14 % ihrer Landesfläche verloren und war nun in einem sehr geschwächten Zustand. Durch das Abkommen hatten Böhmen und Mähren etwa 38 % ihrer Fläche an das Deutsche Reich verloren, dabei gingen rund 3,2 Millionen deutsche und 750.000 tschechische Einwohner verloren. Ohne die natürlichen Grenzen und dessen kostspieliges System der Grenzbefestigung war der neue Staat militärisch nicht mehr zu verteidigen. Ungarn erhielt 11.882 km² in der südlichen Slowakei, nach einer Volkszählung von 1941 waren etwa 86,5 % der Bevölkerung in diesem Gebiet Ungarisch. Polen besetzte die Stadt Teschen mit deren Umgebung (etwa 906 km², ca. 250.000 Einwohner, überwiegend polnisch besiedelt) und zwei kleinere Grenzgebiete in der nördlichen Slowakei, die Regionen Zips und Orava (226 km², 4280 Einwohner, nur 0,3 % Polen). Darüber hinaus war die tschechoslowakische Regierung überfordert mit der Betreuung der 115.000 tschechischen und der 30.000 deutschen Flüchtlinge, die auf das verbliebene Staatsgebiet der Tschechoslowakei flohen.

### Münchner Abkommen
Unter Vermittlung des italienischen Diktators Benito Mussolini, den Hermann Göring eingeschaltet hatte, gaben der britische Premierminister Neville Chamberlain und der französische Ministerpräsident Édouard Daladier mit dem Abkommen dem Diktator Adolf Hitler ihre Zustimmung zur Eingliederung des Sudetenlandes, dessen Bevölkerung überwiegend deutschsprachig war (vgl. Provinz Deutschböhmen sowie Sudetenland (Provinz)) und den staatlichen Anschluss an den übrigen deutschen Sprachraum – wie vor dem Ersten Weltkrieg – mehrheitlich wünschte.
Das Münchener Abkommen bestimmte aber lediglich die Prinzipien der Räumung, Grenzbestimmung und Staatsangehörigkeitsregelung. Die Durchführung des Abkommens über die Abtretung des Sudetengebietes, die Festlegung der Grenzen und die Modalitäten der Räumung blieben einem internationalen Ausschuss vorbehalten.
Das Münchner Abkommen bedeutete faktisch das Ende der 1918 entstandenen multinationalen Tschechoslowakei, da auch andere Volksgruppen beziehungsweise Nachbarstaaten wie Polen und Ungarn die Gunst der Stunde zu Gebietsbesetzungen nutzten, im Gegensatz zu Deutschland jedoch ohne Zustimmung von Großbritannien und Frankreich. Letztere zeigten erst spät Verständnis für den seit 1919 ignorierten Wunsch der sudetendeutschen Bevölkerung und sahen diesen Beschluss daher auch als Teilrevision des Vertrags von St. Germain an beziehungsweise als nachgereichte Erfüllung des Selbstbestimmungsrechts der Völker. In erster Linie wollten sie damit einen weiteren Krieg verhindern (Appeasement-Politik).

### Erster Wiener Schiedsspruch

Ungarische Truppen im November 1938 in Kaschau

Die Verhandlungen mit Ungarn fanden zwischen dem 9. und 13. Oktober 1938 im tschechoslowakischen Teil der Doppelstadt Komárno/Komárom statt.
Die tschechoslowakische Delegation wurde vom Ministerpräsidenten der slowakischen Teilrepublik Jozef Tiso, die ungarische von Außenminister Kálmán Kánya und Kultusminister Pál Teleki angeführt. Als Zeichen des guten Willens bot die tschechoslowakische Delegation der ungarischen Abordnung die Abtretung des Bahnhofs von Slovenské Nové Mesto (bis 1918 eine Vorstadt der ungarischen Stadt Sátoraljaújhely) sowie der Stadt Šahy (ungarisch Ipolyság) an. Šahy wurde dann auch am 12. Oktober von Ungarn besetzt.
Die Ungarn verlangten bei den Verhandlungen die Abtretung des südslowakischen Gebiets ab (einschließlich) der Linie Devín (Theben, Dévény) – Bratislava (Pressburg, Pozsony) – Nitra (Neutra, Nyitra) – Tlmače (Garamtolmács) – Levice (Lewenz, Léva) – Lučenec (Lizenz, Losonc) – Rimavská Sobota (Großsteffelsdorf, Rimaszombat) – Jelšava (Eltsch, Jolsva) – Rožňava (Rosenau, Rozsnyó) – Košice (Kaschau, Kassa) – Trebišov (Trebischau, Tőketerebes) – Pavlovce (Pálócz) – Užhorod (Uschhorod/Ungvár) – Mukačevo (Mukatschewo/Munkács) – Sevľuš (Wynohradiw, Nagyszőllős). In der restlichen Slowakei sollte eine Volksabstimmung stattfinden, ob sich nicht die gesamte Slowakei an Ungarn anschließen wolle.
Die tschechoslowakische Delegation hingegen bot darauf den Ungarn die Schaffung eines autonomen Gebiets in der Slowakei sowie die Abtretung der Großen Schüttinsel (slowakisch Žitný Ostrov, ungarisch Csallóköz) an.
Als auch dieses Angebot abgelehnt worden war, schlug die Tschechoslowakei eine neue Lösung mit Gebietsabtretungen vor, nach der genauso viele Slowaken und Russinen in Ungarn verbleiben sollten wie Ungarn in der Tschechoslowakei. Dabei wollte die tschechoslowakische Delegation jedoch die wichtigsten Städte der fraglichen Region wie Levice/Lewenz/Léva, Košice/Kaschau/Kassa, Užhorod/Uschhorod/Ungvár behalten. Auch dies war jedoch für die ungarische Seite nicht akzeptabel, und am 13. Oktober erklärte Kánya nach einer Beratung in Budapest die Verhandlungen für gescheitert.
Bald danach gaben beide Seiten ihr Einverständnis, sich einem Schiedsspruch der Großmächte Deutschland und Italien zu beugen; Großbritannien und Frankreich hatten schon zuvor ihr Desinteresse bekundet. Inzwischen arbeiteten nicht nur die Ungarn, sondern auch die slowakische Regierung mit Hitler zusammen. Somit waren beide Seiten überzeugt, dass Deutschland gerade sie unterstützen würde; doch genossen die Ungarn überdies die Unterstützung Italiens und Polens. Ende Oktober überzeugte Italien Deutschland, dass die Arbitrage über das ethnische Prinzip hinausgehen und Ungarn auch die Städte Kaschau, Uschhorod und Mukatschewo erhalten solle.

### Polnische Annexion des Olsagebiets

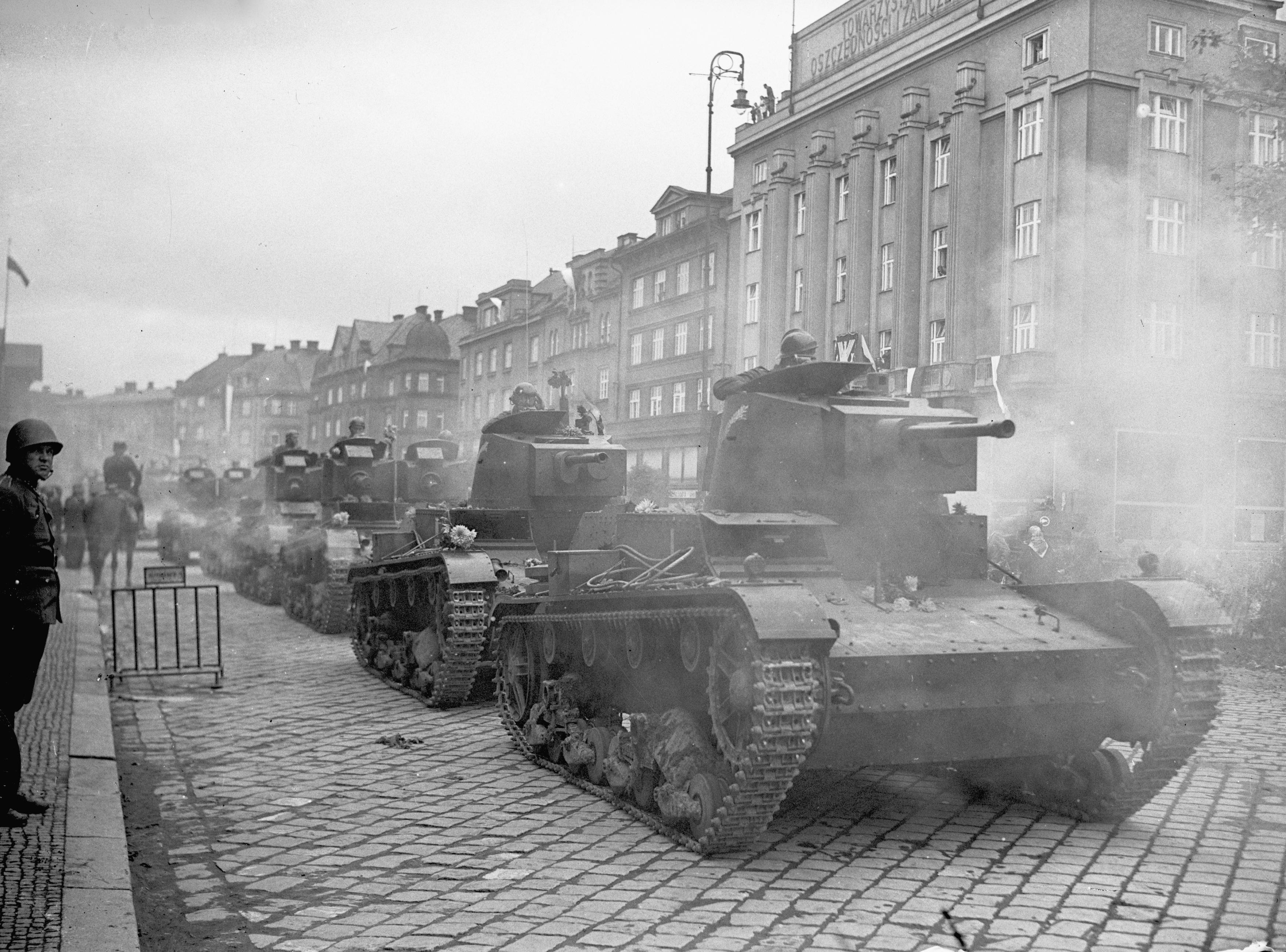
Die polnische Armee nimmt das Olsagebiet ein

Obwohl das Olsagebiet ursprünglich an das nationalsozialistische Deutschland angegliedert werden sollte, sah Polen das Gebiet als polnisch, vor allem die Stadt Bohumín mit ihrem großen Eisenbahnknotenpunkt war für Polen von entscheidender Bedeutung. Am 28. September schickte Edvard Beneš ein Telegramm an die polnische Staatsführung. Als das Münchner Abkommen dennoch zustande kam, wandte sich Beneš dann an die sowjetische Führung in Moskau, die eine Teilmobilisierung im Osten begonnen hatte, denn die Sowjetführung drohte, wegen des Bündnisses mit der Tschechoslowakei, den Nichtangriffspakt mit Polen zu kündigen.
Dennoch glaubte der polnische Oberst Józef Beck, dass Warschau schnell handeln müsse, um die deutsche Besetzung der Stadt zu verhindern. Am Mittag des 30. Septembers stellte Polen der Tschechoslowakei ein Ultimatum. Es forderte die sofortige Evakuierung der tschechoslowakischen Truppen und Polizei und gab der Prager Regierung bis am Nachmittag Zeit. Am 1. Oktober fügte sich die tschechoslowakische Regierung und akzeptierte das Ultimatum. Die polnische Armee rückte noch am selben Tag im Gebiet ein und General Władysław Bortnowski schloss das Gebiet offiziell an den polnischen Staat an. Winston Churchill schrieb in seinen Memoiren, Polen habe sich an der Aufteilung der Tschechoslowakei „mit dem Appetit einer Hyäne“ beteiligt.
Die deutsche Seite war mit dieser Annexion sehr zufrieden und nutzte dies um Polen an der Zerschlagung der Tschechoslowakei mitschuldig zu machen. Es verbreitete sich schnell, dass Polen eine Mitschuld an der Teilung der Nachmünchener Tschechoslowakei trug. Warschau leugnete dies jedoch.
Die polnische Seite argumentierte, dass Polen im Olsagebiet die gleichen ethnischen Rechte und Freiheiten verdient hätte, wie die deutsche Seite im Münchner Abkommen. Die überwiegende polnische Mehrheit der Bevölkerung war begeistert und begrüßte die territoriale Änderung, man sah es als Befreiung und eine Form der historischen Gerechtigkeit, aber die Begeisterung schwand schnell wieder, da die neuen polnischen Behörden den Menschen viele Freiheiten entzogen. Nebenbei wurde die polnische Sprache als einzige offizielle Sprache zugelassen. Tschechisch und Deutsch wurde in der Öffentlichkeit verboten und viele Tschechen und Deutsche wurden gezwungen die Gebiete zu verlassen. Das Land betrieb eine schnelle Polonisierung des Gebietes, dadurch verschwand alles Tschechische und Deutsche aus dem kulturellen oder religiösen Leben. Die römisch-katholischen Pfarreien im Gebiet gehörten traditionell entweder dem Erzbistum Breslau oder Olmütz unter (Erzbischof Leopold Prečan), Polen stellte die Gemeinden beider Erzbistümer im Gebiet unter polnische Verwaltung unter Stanisław Adamski, dem Bischof von Kattowitz.
Durch das Verbot der tschechischen Sprache flohen über 35.000 Tschechoslowaken zurück ins Heimatland. Das Verhalten der neuen polnischen Behörden war zwar anders, ähnelte aber dem tschechoslowakischen System vor 1938. Die zwei politischen Parteien der Sozialisten und Rechten waren beide dem neuen polnischen Staat treu. Dennoch wurden linksorientierte Politiker von den neuen Behörden diskriminiert und ausgeschlossen. Die Mehrheit der Bevölkerung fühlte sich durch die Behörden immer mehr diskriminiert und eine Wiederangliederung an die Č-SR wurde immer populärer. Das neue Gebiet blieb jedoch nur elf Monate Teil Polens.

## Politik
Das politische System des Landes war in einer Krise. Nach dem Rücktritt von Edvard Beneš am 5. Oktober wurde am 30. November 1938 Emil Hácha zum neuen Staatspräsidenten gewählt. Hácha ernannte am 1. Dezember 1938 Rudolf Beran, den Führer der Bauernpartei, zum Ministerpräsidenten des Landes (Regierung Rudolf Beran I). Er war eher rechtsgerichtet und skeptisch gegenüber der neuen Demokratie. Die Kommunistische Partei der Tschechoslowakei wurde durch ihn und aus Angst vor den aggressiven Nachbarn aufgelöst und verboten, obwohl deren Mitglieder im Parlament bleiben durften. Durch das sogenannte Ermächtigungsgesetz durfte die Regierung ohne das Parlament regieren und eine Zensur von Presse- und Medienfreiheit wurde eingeführt.

### Föderalisierung des Staates

#### Slowakische Autonomie
Laut dem Verfassungsgesetz Nr. 299/1938 Coll. wurde am 22. November 1938 die Autonomie der Slowakei gesetzlich verankert und von der Nationalversammlung verabschiedet. Das Gesetz trat am 25. November 1938 in Kraft. Der ursprüngliche Entwurf des Verfassungsgesetzes kam von der HSĽS. Gleichzeitig wurde am 25. November als Teil des Gesetzes im Landesnamen ein Bindestrich zwischen Tschecho und Slowakische Republik eingefügt. Nach dem Datum des Inkrafttretens dieses Gesetzes wurde aus der Tschechoslowakei eine moderne Föderation. Die Unabhängigkeitserklärung der Slowakei im März 1939 bedeutete einen Bruch dieses Gesetzes. Laut der Verfassungscharta der Tschechoslowakischen Republik in § 30 des Gesetzes war für die Annahme eines solchen Gesetzes eine Drei-Fünftel-Mehrheit aller Mitglieder notwendig. Für die Annahme des Verfassungsgesetzes über die Autonomie der Slowakei stimmten 144 Abgeordneten (es brauchte 180) und im Senat 78 Senatoren (es brauchte 90). Obwohl die notwendige Stimmenzahl verfehlt wurde, wurde das Gesetz trotzdem angenommen und von Jan Syrový, Jozef Tiso, Josef Kalfus, Pavol Teplanský, Stanislav Bukowski, Matúš Černák, Vladimír Kajdoš, Ferdinand Ďurčanský, Karel Husárek, Ján Lichner, Ladislav Karel Feierabend, Imrich Karvaš, Petr Zenkl, Augustin Woloschin, Hugo Vavrečka, František Chvalkovský, Julian Révay, Jan Černý und Edmund Bačinský unterzeichnet.

#### Autonomie der Karpatenukraine

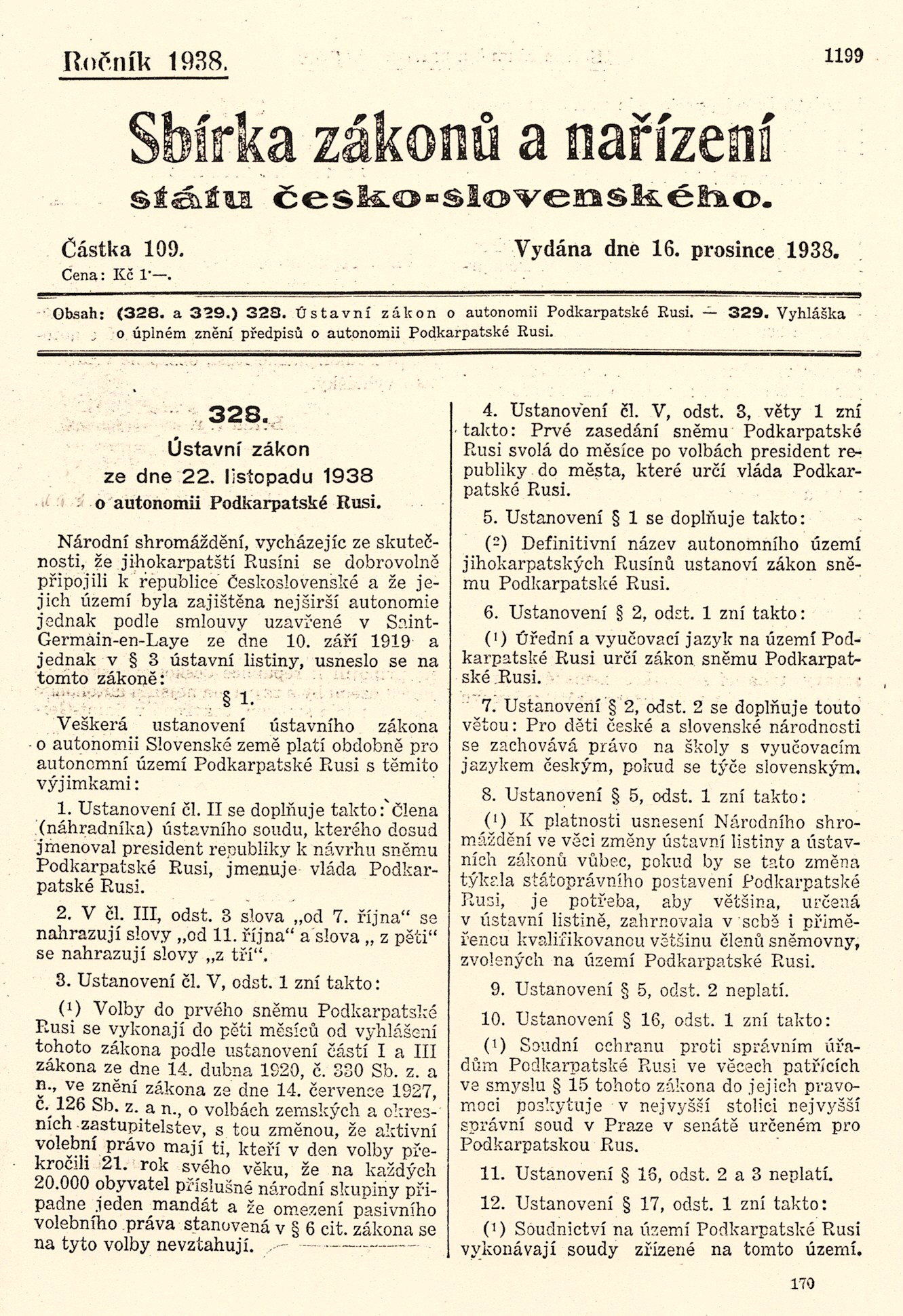
Die Urkunde der karpato-russischen Autonomie

Das Verfassungsgesetz Nr. 328/1938 Coll über die Autonomie der Karpatenukraine trat am 22. November 1938 in Kraft und gewährte der Karpatenukraine die volle Autonomie. Die Autonomie gewährte den Ukrainern jedoch – anders als den Slowaken – die komplette Selbstverwaltung des Gebietes, im Gegenzug musste der Landesteil der Tschechoslowakei die Treue schwören. Das Gesetz sollte der Karpatenukraine die breiteste Autonomie in der tschechoslowakischen Geschichte bieten. Der ursprüngliche Text war in Ukrainisch geschrieben und war ein Vorschlag der Ukrajinské národní sjednocení, die einen autonomen Landesteil unter deren Führung vorsah. Am 12. Dezember 1938 wurde der Text veröffentlicht und alle alten Parteien – die Ruthenische Bauernpartei, die Russische Nationalautonome Partei, die Karpato-russische Partei der Arbeiter und Kleinbauern und die Autonome Agrar Union – wurden zur Ukrajinské národní sjednocení vereinigt. Nachdem sich die Slowakei für unabhängig erklärt hatte, trat das Autonomiegesetz der Karpatenukraine nicht außer Kraft. Als sich die Karpatenukraine dennoch für unabhängig erklärte, wurde das Gesetz außer Kraft gesetzt. Für eine Annahme des Verfassungsgesetzes brauchte es wie bei der Slowakei genug Stimmen, so stimmten 146 Abgeordnete (es brauchte 180) und im Senat 79 Senatoren (es brauchte 90).
Als ein Ergebnis der Annahme des Verfassungsgesetz wurde die Karpatenukraine in Karpato-Ukraine umbenannt und erhielt ihre eigenen Staatssymbole und ein autonomes Parlament in Chust, das unter der Führung von Awgustyn Woloschyn stand.

### Ermächtigungsgesetz
Laut dem Verfassungsgesetz Nr. 330/1938 Coll. Gesetz und Anweisung zur Änderung der Verfassungscharta und des Verfassungsrechts der Republik wurde die Regierung im Januar 1939 ermächtigt, ohne das Parlament regieren zu können und Änderungen an der traditionellen Verfassung durchzuführen. Durch die Annahme des Gesetzes – durch Beran und Hácha – wurde zusätzlich noch durch das erste Ermächtigungsgesetz (Gesetz Nr. 95/1933 Coll.) der Handel stark eingeschränkt und die Pressefreiheit abgeschafft. Dadurch schuf man einen rechtskonservativen Staat, ähnlich wie viele andere europäischen Staaten, und wandte sich von der Demokratie ab.

### Außenpolitik

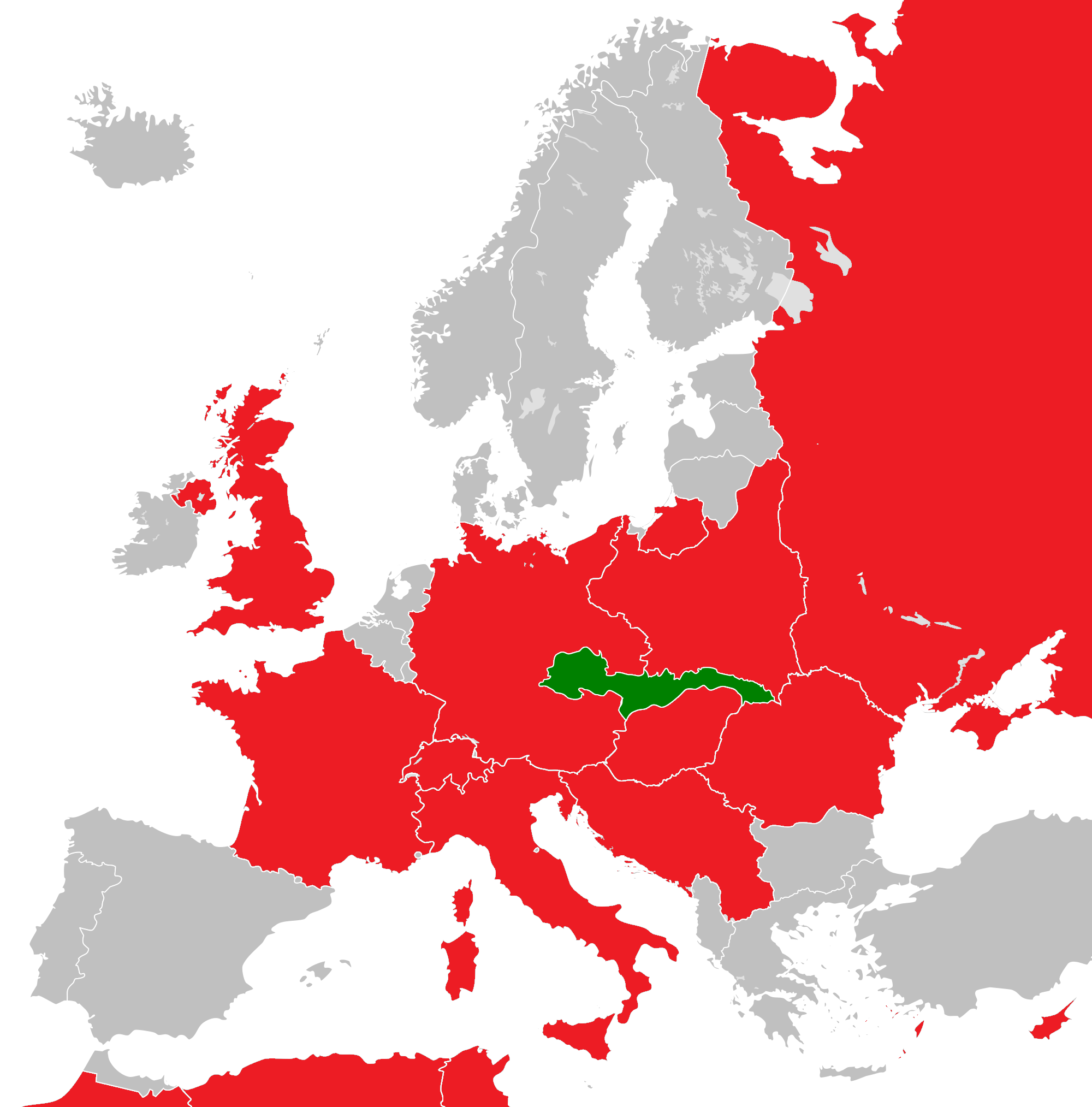
Länder, zu denen die Tschechoslowakei bis 1938/39 die diplomatischen Beziehungen abbrach oder die von ihnen selbst abgebrochenen wurden (rot)

Nach dem Münchner Abkommen kündigte die Č-SR ihren Bündnisvertrag vom 25. Januar 1924 mit Frankreich und Großbritannien und fror nach der polnischen Annexion des Olsagebiets im Oktober die Beziehungen zur Zweiten Polnischen Republik ein. Der neue Außenminister des Landes František Chvalkovský sprach sich teilweise unter dem Druck Hitlers für eine Annäherung an Deutschland aus. Doch die aggressive Außenpolitik Deutschlands zwang die Zweite Republik die Beziehungen zur Sowjetunion einzufrieren. Darauf folgte die sowjetische Kündigung des Bündnisses mit der Tschechoslowakei. Durch den Ersten Wiener Schiedsspruch erreichten die seit Jahren angespannten Beziehungen zu Ungarn einen Tiefpunkt und man war von Italien enttäuscht worden. So geriet der tschechoslowakische Staat in die außenpolitische Isolation und brach durch die rumänische und jugoslawische Demütigung nach Ungarns Annexion die Beziehungen zu den beiden Bündnispartnern ab aber ohne dass das Bündnis aufgelöst wurde. Daraufhin verweigerten sich Rumänien und Jugoslawien die von der tschechoslowakischen Nationalbank geliehenen Geldmengen zurückzuzahlen. Die Č-SR reagierte empört und es kam zu einer tschechoslowakischen militärischen Provokation an der Grenze zu Rumänien. Auch die Schweiz brach die Beziehungen ab, vermutlich aus Angst vor Deutschland. Sie fror die Bankkonten aller reicher Tschechoslowaken ein. Im Januar bis Februar 1939 kam es erneut zu Erpressungsversuchen NS-Deutschlands und die Tschechoslowakei gab dem Staat Kredite in Milliardenhöhe. Dadurch wollte man die Č-SR retten, denn der Wunsch der Bevölkerung, neutral weiter existieren zu können, war weit verbreitet und wurde von der Regierung an höchster Stelle geteilt. Als am 15/16. März 1939 die Tschechoslowakei dennoch zerschlagen wurde, nahmen das die meisten europäischen Länder hin und sympathisierten sogar mit dem Deutschen Reich. Territorial profitierten von der Zerschlagung des Landes Ungarn und das Deutsche Reich. Wirtschaftlich oder politisch profitierten ebenfalls Ungarn und das Deutsche Reich, zusätzlich aber noch Polen, Rumänien und Jugoslawien. In Großbritannien und Frankreich wurden Beneš’ Bemühungen die Tschechoslowakei innerhalb kürzester Zeit militärisch wiederherzustellen ignoriert, stattdessen wurde der neue slowakische Staat später von allen europäischen Alliierten und den Achsenmächten anerkannt.

### Innenpolitik
Die Innenpolitik des Landes war stark durch die ethnischen Spannungen (siehe unten) geprägt. So wurde die Amtssprache tschechoslowakisch mit ihren zwei Varianten aus der Verfassung gestrichen und durch die beiden Sprachen Tschechisch und Slowakisch ersetzt und ukrainisch wurde zur dritten offiziellen Amtssprache. Neben dieser Veränderung wurde im traditionellen Landesnamen Tschechoslowakische Republik (ČSR) ein Bindestrich eingefügt Tschecho-Slowakische Republik (Č-SR) und das Kfz-Kennzeichen ČSR wurde zu Č-SR. Die schon vor dem Münchener Abkommen geplante Autonomie für die Slowakei und die Karpatenukraine wurde im Oktober 1938 offiziell für rechtskräftig erklärt und machte aus dem Staat eine Föderation aus drei Landesteilen mit fünf historischen Ländern und zwei Teilrepubliken mit einem autonomen Parlament. Das aus ca. 24 Parteien bestehende Parteienspektrum der Ersten Republik wurde durch zahlreiche Fusionen auf sechs große Parteien beschränkt. Bei der Bevölkerung der Č-SR gab es auch starke Veränderungen, so wurden die Ukrainer im Oktober 1938 zur dritten Titularnation des Landes, wobei dadurch der Anteil der Minderheiten um 510.000 Menschen auf 750.000 Einwohner sank. Die Deutschen blieben mit 340.000 Menschen die größte Minderheit. Die jüdische Bevölkerungsgruppe bestand aus 330.000 Menschen und sank bis zum Februar 1939 auf 115.000 Menschen, Grund dafür war der starke Antisemitismus und die zahlreichen antijüdischen Kampagnen. Die 4000 Polen und 14.000 Rumänen waren durch die außenpolitischen Demütigungen ihrer Heimatländer oft tschechoslowakischen Schikanen oder Gewalttaten ausgesetzt. Mit der ungarische Minderheit wurde in der kurzen Zeit des Bestehens der Zweiten Republik eine Tschechoslowakisierung betrieben und ihre Sprache wurde an Schulen und im öffentlichen Leben verboten. So wurden auch die polnische und rumänische Sprache aus der Öffentlichkeit verbannt. In den beiden Teilrepubliken Slowakei und Karpatenukraine spannte sich die Lage immer mehr an. Die Angst, wieder ungarisch zu werden, war groß und so arbeiteten die beiden autonomen Regierungen fest mit dem Deutschen Reich zusammen, dies wiederum erweckte die früheren Spannungen zum tschechischen Landesteil. Dazu kamen noch ausländische Einflüsse die letztendlich den Untergang der Tschechoslowakei einleiteten. Im Februar wurde die Lage am östlichen Ende des Landes sehr kritisch, da am 12. Februar 1939 die Ukrajinské národní sjednocení mit ca. 92,4 % die absolute Mehrheit der Stimmen bei den Wahlen gewann. Dadurch wurde das ukrainische Nationalbewusstsein nochmals gestärkt und es kam zu ukrainischen Sabotageakten auf tschechoslowakischem Gebiet. Am 15. März 1939 erklärte das Parlament der Autonomen Republik, als Reaktion auf die Unabhängigkeitserklärung der Slowakei, die volle staatliche Unabhängigkeit der neuen Republik Karpato-Ukraine. Das Parlament nahm die Unabhängigkeitserklärung der Karpatenukraine einstimmig an und die Č-SR besetzte am 16. März als Reaktion darauf die beiden neuen Staaten und gliederte sie für eine kurze Zeit wieder an. Nach dem Deutschen Einmarsch (siehe unten) versuchten die Ukrainer und Slowaken die tschechoslowakischen Truppen zu vertreiben um komplett unabhängig zu werden. Dies gelang jedoch nur der Slowakei, die sich später Slowakischer Staat nannte.

### Politische Parteien in der Zweiten Republik
- Partei der Nationalen Einheit

Sie vertrat die Regierungsseite und war nationalistischer Orientierung. Ihr Vorsitzender war Rudolf Beran. Die Partei entstand durch eine Vereinigung aller damaligen tschechischen politischen Parteien, mit Ausnahme ČSDSD, der Kommunistischen Partei und der ČSNS. Der Kern der Partei war die ehemalige Republikanische Partei für Agrar- und Landwirtschaft. Nach der Gründung des Protektorats Böhmen und Mähren verschwand die Partei.
- Nationale Arbeitspartei

Sie war eine oppositionelle Linkspartei. Sie bestand aus der ČSDSD und einem Teil der ČSNS. Der Vorsitzende der Partei war Antonín Hampl. Die Partei vertrat die Opposition gegen die Regierungspartei und verteidigte die Prinzipien der parlamentarischen Demokratie.
- Hlinkas Slowakische Volkspartei – Partei der Slowakischen Nationalen Einheit

Sie war nach dem Aufgehen der bürgerlichen Parteien in der Hlinka-Partei und dem Verbot linker und jüdischer Parteien die einzige für ethnische Slowaken zugelassene Partei und war kleronationalistischer Ausrichtung.
- Deutsche Partei

Partei der karpatendeutschen Minderheit in der Slowakei. Sie stellte den lokalen Zweig der deutschen NSDAP dar.
- Vereinigte Ungarische Partei

Partei der ungarischen Minderheit in der Slowakei.
- Ukrajinské národní sjednocení

Sie war die einzige Partei in der Karpatenukraine und bestand aus den Parteien der Autonomen Agrar Union, der Karpato-russischen Partei der Arbeiter und Kleinbauern, der Russischen Nationalautonomen Partei und der Ruthenischen Bauernpartei. Die Partei stand unter der Führung von Awgustyn Woloschyn und verkündete am 15. März die Unabhängigkeit der Karpatenukraine.

## Bevölkerung
Im Januar 1939 zählte die Zweite Republik 10,77 Millionen Einwohner. Laut einer Schätzung bildeten 1939 die Tschechen mit sieben Millionen Angehörigen die größte Gruppe, gefolgt von den Slowaken mit 2,4 Millionen. Tschechen und Slowaken wurden bis 1938 nicht getrennt erfasst. Ethnische Minderheiten waren trotz des offiziellen Endes der multinationalen Tschechoslowakei immer noch stark vertreten. So gab es noch 130.000 Juden und noch ca. 340.000 Deutsche. Während die anderen Minderheiten sanken, wuchs die rumänische Minderheit in der Č-SR. Neben den 10,77 Millionen Einwohnern zählte die Republik noch über 260.000 Flüchtlinge.
| Volksgruppe            | Einwohner      |
| ---------------------- | -------------- |
| Tschechen              | 7.000.000      |
| Slowaken               | 2.400.000      |
| Ukrainer               | 510.000        |
| Deutsche               | 340.000        |
| Juden                  | 130.000        |
| Ungarn                 | 100.000        |
| Roma                   | 32.000         |
| Rumänen                | 14.000         |
| Polen                  | 4.000          |
| Sonstige und Ausländer | 14.714         |
| Insgesamt              | ca. 10.770.000 |

### Flüchtlinge und Vertriebene
Nach der Umsetzung des Abkommens erreichten über 110.000 tschechische und 30.000 deutsche Flüchtlinge oder Vertriebene das restliche Staatsgebiet der Tschecho-Slowakei. Etwa 70.000 Slowaken und 10.000 Ukrainer kamen aus Ungarn bzw. den während des Ersten Wiener Schiedsspruch annektierten slowakischen und ukrainischen Gebieten, weitere 40.000 Flüchtlinge kamen aus den polnisch okkupierten Gebieten. Die meisten der vielen Flüchtlinge und Vertriebene ließen sich in der Zweiten Republik in Böhmen nieder, etwa 45.000 ließen sich in Mähren und 15.000 im tschechischen Rest-Schlesien nieder, wobei der Wohnplatz knapp war und etwa ein Drittel der Flüchtlinge obdachlos blieb. Von den 120.000 Flüchtlingen aus den restlichen Gebieten ließen sich die meisten in der Slowakei nieder, nur etwa 5000 Personen kehrten in die Karpatenukraine zurück.
Die Betreuung der Flüchtlinge wurde überwiegend durch die tschecho-slowakische Kirche organisiert, diese erhielt finanzielle Spenden vom Vatikan.

### Antisemitismus
Das demütigende Münchner Abkommen führte zu einem radikalen Bruch mit der demokratischen Tradition der ersten Republik und zu einer Umstellung der Regierung. Die neue autoritär-nationalistisch orientierte Regierung begann eine heftige antisemitische Kampagne. Die inzwischen autonome Slowakei wurde von der überwiegend katholischen und antisemitischen Slowakischen Volkspartei Hlinkas dominiert. In allen drei Teilen der Tschechoslowakei gab es antijüdische Gesetze und Kampagnen.
Dadurch wurden viele Juden ausgeschlossen. Trotzdem nahmen die tschechoslowakischen Behörden 15–20.000 jüdische Flüchtlinge aus dem Sudetenland auf. Die gerade entstandene tschechische antisemitische Welle wurde von Frankreich und Großbritannien abgeschwächt, die Finanzmittel zur Verfügung stellten, um die jüdische Emigration aus der Tschechoslowakei zu fördern. Denn die westlichen Großmächte bezweifelten ein längeres Fortbestehen der Tschechoslowakei nach dem Münchner Abkommen. Im Dezember 1938 verließen die ersten Juden die Tschecho-Slowakei und lösten eine Emigrationswelle aus, in der bis Ende Februar 1939 über 185.000 Juden ausreisten. Bei den meisten Ausreiseanträgen half die Tschechoslowakei mit finanziellen Mitteln nach.

## Streitkräfte der Zweiten Republik
Die tschechoslowakische Armee verließ die Sudetengebiete und begann mit der Errichtung neuer Staatsgrenzen. Trotz der schlechten Lage der Republik wurde sie auf 1,5 Mio. Mann aufgerüstet.

## Wirtschaft

Tschechoslowakische Eisenbahnlinien der Zweiten Republik

Die Folgen des Münchner Abkommens waren wirtschaftlich stark zu spüren. Über 60 % der Industrie und Wirtschaftsleistung gingen verloren. Der tschechische Staatsteil verlor circa 40 % seiner Industrie, die zumeist im Sudetenland lag. Die Slowakei verlor durch den Wiener Schiedsspruch ihre Erdölfelder und einen Großteil der Industrie, die sich zumeist in Kaschau befand. Auch die Karpatenukraine verlor mit dem Verlust von Mukatschewo und Uschhorod ihr kleines wirtschaftliches Zentrum und konnte so kein Holz mehr in die beiden anderen Teile abliefern. Durch den Ausfall der Industrie stieg auch die Zahl der Arbeitslosen stark, so gab es im Januar 1939 etwa 300.000 Arbeitslose, von denen die meisten Flüchtige waren. Auch die Infrastruktur veränderte sich und es gab in der Zweiten Republik nur eine einzige große Bahnverbindung. Diese dauerte neun Stunden von Prag nach Chust und wurde immer wieder von ukrainischen Nationalisten des Karpaten Sichs gekappt und zerstört. Obwohl die wirtschaftliche Lage schlecht war, blieben fast alle Privatunternehmen von Verstaatlichungen verschont und die Landwirtschaft erreichte eine kurze Blütezeit. Viele Juden, die aus der Tschechoslowakei emigrierten, überließen die Geschäfte ihren tschechischen Stellvertretern oder vertrauten Personen. Die deutsche und ungarische Minderheit hatten es schwer, da sie nur schwer Arbeit fanden, im Gegensatz zur polnischen und rumänischen Minderheit die vom Mutterland versorgt wurden.

## Ethnische Spannungen

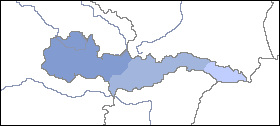
Die offizielle Gliederung der Zweiten Republik: Böhmen, Mähren, Schlesien wurden in einen Staatsteil vereint und der Slowakei und der Karpatenukraine wurde die Autonomie gewährt.

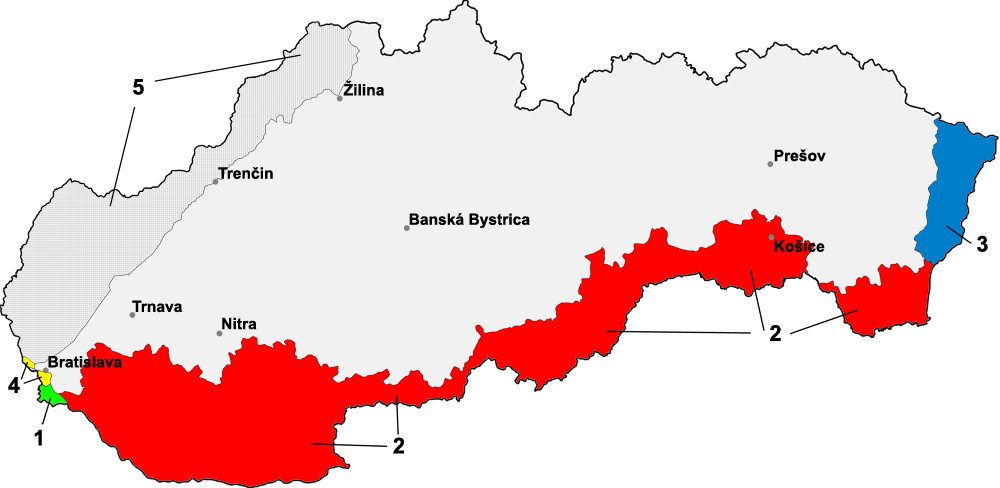
Gebietsverluste der Slowakei vom Ersten Wiener Schiedsspruch

Die stark geschwächte Tschechoslowakische Republik musste große Zugeständnisse an die Landesbevölkerung machen. Nach dem Münchner Abkommen verlegte die tschechoslowakische Armee Teile ihrer Einheiten, die ursprünglich in Tschechien waren, in die Slowakei, um die offensichtlichen Versuche Ungarns, die Slowakei zu übernehmen, zu vereiteln.

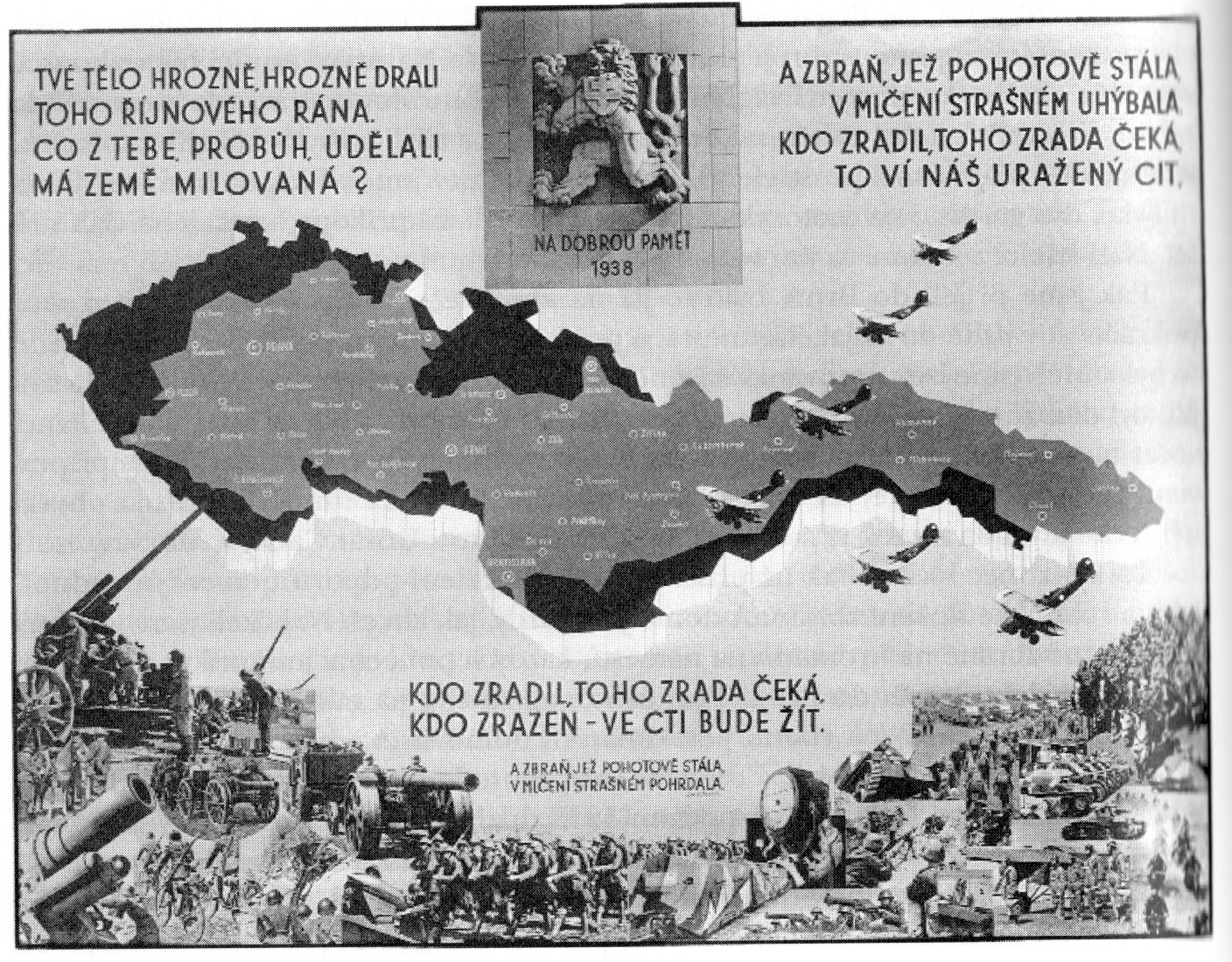
Ein propagandistisches slowakisches Plakat als Reaktion auf das Münchner Abkommen

Die tschechoslowakische Regierung akzeptierte die Vereinbarung der von der slowakischen Regierung angestrebten Autonomie deren Staates mit allen anderen Parteien, nur die slowakischen Sozialdemokraten wollten eine feste Bindung zum Partner Tschechien. Jozef Tiso wurde als ein Kopf des neuen autonomen Staates nominiert. Die einzigen gemeinsamen Ministerien, die blieben, waren jene für Nationale Verteidigung, für auswärtige Angelegenheiten und Finanzen. Als Teil des Abkommens wurde der Landesname offiziell von Tschechoslowakei in Tschecho-Slowakei umbenannt. Ebenso einigten sich die beiden großen Fraktionen der Karpatenukraine, die Russophilen und Ukrainophilen, auf die Einrichtung einer autonomen Regierung, die am 8. Oktober 1938 aufgebaut wurde. Im Zuge der Verbreitung des modernen ukrainischen Nationalbewusstseins übernahm die pro-ukrainische Fraktion, angeführt von Awgustyn Woloschyn, die Kontrolle der lokalen Regierung und änderte den Namen Karpatenukraine in die Republik Karpato-Ukraine.
Am 17. Oktober empfing Hitler Ferdinand Ďurčanský, Franz Karmasin und Alexander Mach. Am 1. Januar 1939 wurde die erste slowakische Staatsversammlung eröffnet. Am 18. Januar fanden die ersten Wahlen der Slowakischen Versammlung statt, in der die Slowakische Volkspartei 98 % der Stimmen erhielt. Am 12. Februar trafen sich Vojtech Tuka und Karmazin mit Hitler, und am 22. Februar schlug Tiso während seiner Präsentation der slowakischen Regierung die Bildung eines neuen unabhängigen slowakischen Staates vor. Am 27. Februar wurde die slowakische Regierung mit der Slowakisierung der tschecho-slowakischen Einheiten in der Slowakei beauftragt und eröffnete eine autonome slowakische Botschaft in Berlin.
Die Streitigkeiten setzen sich fort bis am 1. März 1939 die tschechoslowakische Regierung die Frage nach einem unabhängigen slowakischen Staat stellte. Dabei gab es einige Meinungsverschiedenheiten zwischen Tiso und anderen slowakischen Politikern. Die Nationalversammlung hatte diesmal wieder in Bratislava stattgefunden um die Angelegenheit mit Tiso zu diskutieren. Dies verursachte beinahe eine Spaltung des Parlaments. Am 6. März verkündete die slowakische Regierung ihre Loyalität gegenüber der zweiten Tschecho-Slowakischen Republik und ihren Wunsch, ein Teil des Staates zu bleiben.
Doch bei einem Treffen mit Hermann Göring am 7. März wurden Ďurčanský und Tuka gezwungen, ihre Unabhängigkeit vom tschechoslowakischen Staat zu verkünden. Nach ihrer Rückkehr zwei Tage später wurde die Hlinka-Garde mobilisiert, was wiederum Hácha zwang, stark zu reagieren und das Kriegsrecht in der Slowakei auszusprechen.

## Liquidierung der Zweiten Republik

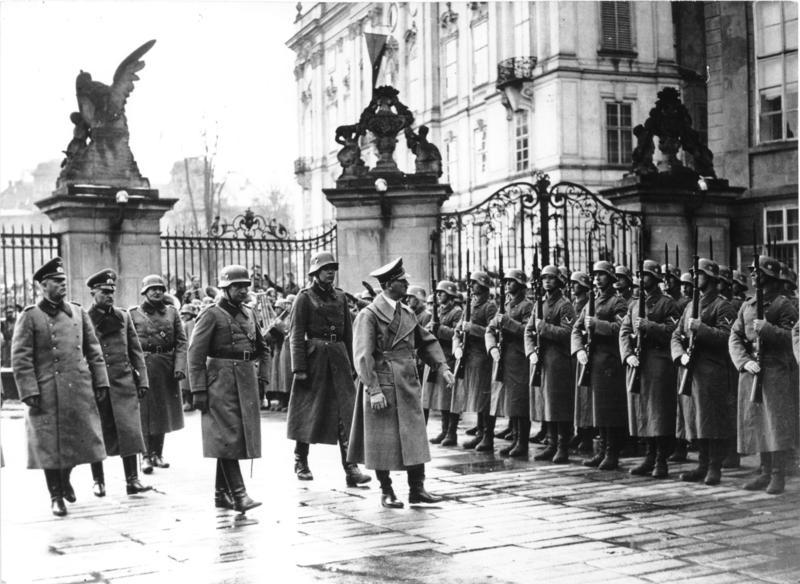
Adolf Hitler auf der Prager Burg am 15. März 1939

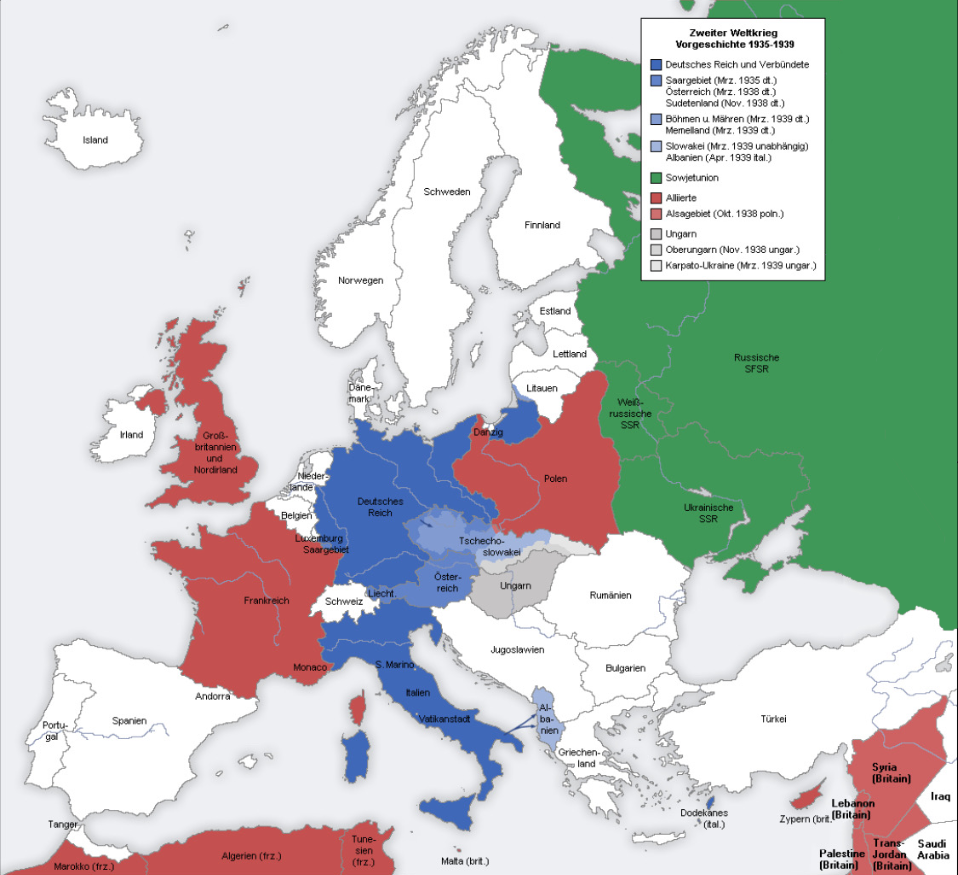
Die Zerschlagung der Zweiten Tschechoslowakischen Republik 1939 und Allianzen

Im Januar 1939 wurden die Verhandlungen zwischen dem nationalsozialistischen Deutschland und Polen abgebrochen. Hitler verkündete eine deutsche Invasion der Tschechoslowakei für den Morgen des 14. März. In der Zwischenzeit verhandelte die Slowakische Volkspartei mit dem Königreich Ungarn und dessen Vertretern für die ungarische Minderheit in der Slowakei, um die Zerstückelung der Zweiten Tschechoslowakischen Republik vor der Invasion vorzubereiten. Ab Februar 1939 wurden sieben Armeekorps zusammengezogen, die auf den Einmarsch warteten. Die Hoffnung, von den Slowaken um Hilfe gerufen zu werden, erfüllte sich nicht. Nach der Besetzung der autonomen Slowakei am 9. März 1939 durch tschechische Truppen drängte Hitler den am 13. März nach Berlin bestellten abgesetzten bisherigen slowakischen Ministerpräsidenten Jozef Tiso, eine vorgefertigte slowakische Unabhängigkeitserklärung zu unterzeichnen, andernfalls würde das slowakische Territorium zwischen Polen und Ungarn aufgeteilt werden.
Reichsaußenminister Joachim von Ribbentrop berichtete, ungarische Truppen näherten sich bereits der slowakischen Grenze. Tiso weigerte sich aber, diese Entscheidung allein zu treffen, und es wurde ihm deshalb erlaubt, sich mit den Mitgliedern des slowakischen Parlamentes zu beraten.
Am nächsten Tag, dem 14. März, trat das Parlament zusammen und beschloss einmütig, die Slowakei für unabhängig zu erklären. Am selben Tag wurde vom Parlament in Preßburg auch das Unabhängigkeitsmanifest der Slowakischen Republik verlesen.
Inzwischen wurde in der deutschen Presse eine Kampagne inszeniert, in der vom „tschechischen Terrorregime“ gegen Deutsche und Slowaken die Rede war. Hitler legte den Einmarsch deutscher Truppen für den 15. März auf 6 Uhr in der Frühe fest. Hermann Göring wurde am 13. März per Brief Hitlers von seinem Urlaubsort San Remo nach Berlin zurückbeordert, wo er am Nachmittag des 14. März eintraf.
Die nun unabhängige Slowakische Republik „stellte sich unter den Schutz des Reiches“; sie war fortan ein Satellitenstaat des nationalsozialistischen Deutschlands. Am 15. März um sechs Uhr rückten die deutschen Truppen über die Grenze vor und erreichten gegen neun Uhr bei Schneetreiben die Hauptstadt Prag. Die Mehrheit der Bevölkerung nahm den Einmarsch ohnmächtig oder wütend hin, lediglich die deutsche Minderheit und eine kleine Schicht tschechischer Bürger begrüßte ihn. Die deutsche Armee entwaffnete das tschechische Heer. Mit der Wehrmacht rückte die Geheime Staatspolizei (Gestapo) ein und begann mit der Verfolgung deutscher Emigranten und tschechischer Kommunisten. Während dieser Aktion, die als „Aktion Gitter“ bekannt wurde, wurden einige Tausend Personen verhaftet. Hitler verließ um acht Uhr Berlin, traf am Abend in Prag ein und verbrachte die Nacht auf dem Hradschin.
Am 16. März verkündete er, die Tschecho-Slowakei habe aufgehört zu bestehen. Die böhmisch-mährischen Länder seien wieder in ihre alte historische Umgebung eingefügt worden. Ein gleichzeitig veröffentlichter Erlass proklamierte das nun unter deutscher Gebietshoheit stehende und dem Reichsprotektor Konstantin Freiherr von Neurath unterstellte Protektorat Böhmen und Mähren.
Die ungarische Invasion in der Karpaten-Ukraine stieß eher auf größeren Widerstand, der aber wurde durch die ungarische Armee schnell niedergeschlagen.
So brach die unabhängige Tschechoslowakei im Zuge der ausländischen Aggressionen, der ethnischen Spaltungen und der inneren Spannungen zusammen. Obwohl die tschechoslowakische Armee kapitulierte, tat das nicht die Regierung; sie existierte weiterhin im Exil.